# Петър Брайович
Петър Брайович, с псевдоним Гюро, е югославски партизанин, военен деец, генерал-полковник от Югославската народна армия.

## Биография
Роден в цетинското село Риека Църноевич. През 1937 г. завършва гимназия, а след това и военна академия през 1940 г. През 1941 г. става член на ЮКП и през следващата година излиза в нелегалност. Става заместник-командир на Карадачкия народоосвободителен партизански отряд, по-късно е командир на косово-метохските батальони, на първа македонско-косовска ударна бригада, първа косово-метохска бригада, на четиридесет и осма македонска дивизия на НОВЮ, шестнадесети корпус на НОВЮ. Отделно е командир на Оперативния щаб на НОВ и ПО на Косово и Метохия. Заместник-командир е на петнадесета народоосвободителна поречка бригада. Ранен е тежко през 1945 г.
След Втората световна война заема висши длъжности в ЮНА.